# 23216 Mikehagler
23216 Mikehagler este un asteroid din centura principală de asteroizi.

## Descriere
23216 Mikehagler este un asteroid din centura principală de asteroizi. A fost descoperit pe 24 octombrie 2000 la Socorro, New Mexico, în cadrul proiectului LINEAR. Asteroidul prezintă o orbită caracterizată de o semiaxă mare de 2,64 ua, o excentricitate de 0,11 și o înclinație de 2,7° în raport cu ecliptica.